# 1977 na rádio
Nesta página encontrará referências aos acontecimentos directamente relacionados com a rádio ocorridos durante o ano de 1977.

## Nascimentos
| Data | Nome | Profissão | Nacionalidade | Observações | Ref |
| ---- | ---- | --------- | ------------- | ----------- | --- |

## Mortes
| Data       | Nome          | Profissão                                              | Nacionalidade | Observações | Ref |
| ---------- | ------------- | ------------------------------------------------------ | ------------- | ----------- | --- |
| 7 de março | Newton Duarte | radialista e produtor cultural, conhecido como Big Boy | Brasil        | n. 1943     |     |

1º de Maio de 1977, inaugurada no Rio de Janeiro a Radio Cidade, 102,9, a primeira FM jovem do Brasil. Foi uma ideia do radialista Carlos Towsend. O primeiro time de locutores titulares foi Jaguar, Fernando Mansur, Romilson Luiz, Ivan Romero. Sergio Luiz e Paulo Roberto cobriam as folgas e férias. Com uma comunicação totalmente diferente do que se fazia na época e com uma programação musical jovem, tornou-se um sucesso imediato e influenciou todas as radios FMs que surgiram depois pelo Brasil.  